# وحدة كارنيجي وساعة الطالب
تعد وحدة كارنيجي وساعة الطالب مرجعين يعتمدان على الوقت بشكل صارم لقياس التحصيل التعليمي الذي تستخدمه الجامعات والكليات الأمريكية؛ تقوم وحدة كارنيجي بتقييم التحصيل الدراسي في المدرسة الثانوية، وتقوم ساعة الطالب، المستمدة من وحدة كارنيجي، بتقييم التحصيل الجامعي.
وفقًا لتعريفها الأصلي، تتكون وحدة كارنيجي من 120 ساعة من الفصل الدراسي أو وقت الاتصال مع مدرس على مدار عام في المستوى الثانوي (المدرسة الثانوية الأمريكية). بالمعنى الدقيق للكلمة، ينقسم هذا إلى حصة واحدة مدتها ساعة واحدة، في كل خمسة أيام في الأسبوع ليصبح المجموع 24 أسبوعًا في السنة. ومع ذلك، فإن معرفة أن مدة الفصول الدراسية عادة 50 دقيقة تعطي قيمة مجموع 30 أسبوعًا في السنة. ومع ذلك، ما يزيد من تعقيد الحساب هو حقيقة أن المدارس الأمريكية تمتد عادة لمدة 180 يومًا، أو 36 أسبوعًا دراسيًا في السنة. الفصل الدراسي (نصف سنة كاملة) يكسب نصف وحدة كارنيجي. 
تبلغ ساعة الطالب حوالي 12 ساعة من الفصل الدراسي أو وقت الاتصال، أي ما يقرب من عُشر وحدة كارنيجي. كما يتم استخدامها اليوم، فإن ساعة الطالب تعادل ساعة واحدة (50 دقيقة) من وقت المحاضرة لطالب واحد أسبوعيًا على مدار الفصل الدراسي، عادةً من 14 إلى 16 أسبوعًا.

## تاريخ
ظهرت هذه الوحدات خلال أواخر القرن التاسع عشر وأوائل القرن العشرين من خلال سلسلة من ثلاثة أحداث، جميعها مصممة لتوحيد التجربة التعليمية الجماعية.
قبل هذا الوقت (أواخر القرن التاسع عشر)، كان القبول في التعليم ما بعد الثانوي يتضمن امتحانًا شاملاً، إما عن طريق عملية شفهية عامة أو عملية كتابية خاصة. تختلف هذه العمليات بشكل كبير بين الكليات والجامعات الأمريكية، وذلك بسبب الطبيعة الذاتية للغاية لهذه الأنواع من الاختبارات. في نهاية المطاف، فقدت هذه الأساليب مصداقيتها ببطء بسبب ضعف موثوقيتها وصلاحيتها.
ابتكر تشارلز إليوت  في جامعة هارفارد، في أواخر القرن التاسع عشر، معيارًا لساعات الاتصال للتعليم الثانوي، والمعيار الأصلي للساعات المعتمدة لما بعد الثانوي. في عام 1894، أقرت الرابطة الوطنية التعليم توحيد التعليم الثانوي. 
لم يحدث اعتماد واسع النطاق لمعيار الـ 120 ساعة الثانوية حتى بدأت مؤسسة كارنيجي، التي تأسست في عام 1906، في توفير معاشات التقاعد (المعروفة الآن باسم جمعية التأمين والمعاشات التقاعدية للمعلمين الأمريكية) لأساتذة الجامعات الذين يتمتعون بالمؤهلات التي تفرض على الجامعات تطبيق معيار الـ 120 ساعة الثانوية. بحلول عام 1910، استخدمت جميع المؤسسات الثانوية تقريبًا في الولايات المتحدة "وحدة كارنيجي" كمقياس للعمل في الدورة الثانوية.
وكجزء من إطار عملها، قررت مؤسسة كارنيجي أيضًا أن الإعداد للمدرسة الثانوية و"العمل" في الكلية سيتضمن ما لا يقل عن أربع سنوات من الدراسة.
وعلى مسار موازٍ، قامت مؤسسة كارنيجي أيضًا بتمويل عمل كتاب موريس ل. كوكي "الكفاءة الأكاديمية والصناعية". ومرة أخرى، كان الدافع هنا هو توحيد المخرجات التعليمية وأعباء عمل أعضاء هيئة التدريس. أسس كوكي ساعة الطالب الجماعية على أنها "ساعة محاضرة، أو عمل في المختبر، أو عمل في غرفة التلاوة، لتلميذ واحد"  في الأسبوع (خُمس أسبوع عمل وحدة كارنيجي المكون من 5 ساعات)، خلال جلسة واحدة فصل دراسي (أو 15 أسبوعًا، أي نصف فترة 30 أسبوعًا في وحدة كارنيجي). (ستكون ساعة الطالب من الناحية الفنية عٌشر من وحدة كارنيجي: خُمس ساعة في الأسبوع في نصف سنة)

## الاستخدام

### التقويمات الأكاديمية
لا تستخدم بعض الكليات والجامعات الأمريكية الفصل الدراسي كأساس لتقويمها الأكاديمي، ولكنها تختار استخدام مصطلحات أكاديمية أخرى، مثل نظام "الربع" أو "الفصل الدراسي". تمنح معظم المؤسسات أيضًا رصيدًا للدورات القصيرة التي تحدث في الصيف أو بين الفصول الدراسية القياسية. في هذه الحالات، يتم اختصار مدة الفصل الدراسي من 15 أسبوعًا (في الفصل الدراسي) على سبيل المثال إلى حوالي 10 أسابيع لمدة ربع سنة، وإلى أربعة أسابيع للدورات الأقصر. ومن ثم لتحقيق المساواة في ساعات الطالب، يتم إجراء التعديلات إما على طول وقت الفصل أو على تخصيص رصيد المقرر الدراسي.
في الدورات القصيرة، بما في ذلك نظام "الفصل الدراسي"، يستمر الطالب في الحصول على الاعتمادات باستخدام التعريف القياسي لساعة الطالب. يحدث التعديل نظرًا لأن الطلاب يجتمعون كثيرًا أو لفترات زمنية أطول.
في نظام "الربع"، يحصل الطلاب على أقل من ساعة طالب كاملة، لذلك يجب على الطلاب أخذ المزيد من الفصول الدراسية للحصول على وقت دراسي معادل لنظام الفصل الدراسي. عند تحويل الساعات المعتمدة، يتم تعديل الساعات المعتمدة للطلاب بناءً على الأنظمة المستخدمة بين المؤسستين.

### تحليل
واليوم، تعد وحدة كارنيجي وساعة الطالب حجر الزاوية في إدارة مؤسسات التعليم العالي. وبما أن التعليم العالي يتم من قبل "الجماهير" في الولايات المتحدة، فإن هذه الأدوات توفر القدرة على إدارة ومقارنة الطلاب وأعضاء هيئة التدريس والمؤسسات. تستمر هذه الوحدات كأساس لتقييم دخول الطلاب إلى الكلية، ولتحديد إكمال الطلاب للدورة الدراسية والدرجات العلمية. إن عبء عمل أعضاء هيئة التدريس وكفاءتهم وتقييمهم متأصل في هذه الوحدات. والمقارنة بين المؤسسات، مثل تلك التي تجريها مجلة يو إس نيوز آند وورد ريبورت، تعتمد بشكل كبير على هذه الوحدات. كما يستخدم المسؤولون العامون والخاصون والمشرعون في الولاية هذه القيم لأغراض الميزانية والتخطيط.
ومع ذلك، ينتقد الكثيرون هذه الوحدات بسبب الاستخدام التعسفي للوقت كأساس لقياس التحصيل العلمي. وبشكل عام، يتمثل الانتقاد في أن تعلم الطلاب يختلف بشكل كبير حتى بين الأفراد الذين يقومون بتدريس نفس المادة. وتكون الاختلافات أكبر بين مختلف أعضاء هيئة التدريس والأقسام والموضوعات والمدارس والكليات والجامعات. لقد أصبح هذا مصدر قلق أكبر في عصر التعلم عن بعد والاتصالات السلكية واللاسلكية. 
ذكرت مؤسسة كارنيجي أنه على الرغم من أن نظام وحدة كارنيجي غير مثالي، إلا أنه من بين أفضل التدابير التي نتبعها حاليًا لتعلم الطلاب، فضلاً عن أهميته البالغة للنظام التعليمي، ويجب أن يظل كذلك في الوقت الحالي.  وفي المستقبل، يمكن النظر في بدائل مثل نظام التقييم القائم على الكفاءة.

## روابط خارجية
- كوكس، موريس إل. (1910) الكفاءة الأكاديمية والصناعية. مؤسسة كارنيجي للنهوض بالتدريس.
- "وحدة كارنيجي، معيار عمره قرن من الزمان في مشهد تعليمي متغير، بقلم إيلينا سيلفا، وتايلور وايت، وتوماس توتش، مؤسسة كارنيجي لتقدم التدريس